# Preslaysa Edwards
Preslaysa Cielita Edwards (ur. 11 czerwca 1979 w New Brunswick, New Jersey) – amerykańska aktorka.
Najbardziej znana z roli Cindy Ornette z serialu obyczajowego Nickelodeon – Tajemnicze archiwum Shelby Woo, który nadawany był w latach 1996-1998.

## Filmografia
| Telewizja | Telewizja                      | Telewizja     | Telewizja |
| Rok       | Tytuł                          | Rola          | Uwagi     |
| --------- | ------------------------------ | ------------- | --------- |
| 1996-1998 | Tajemnicze archiwum Shelby Woo | Cindy Ornette |           |
| 1997      | Figure It Out                  | ona sama      |           |